# نواة بكرية
النواة البكرية هي نواة حركية ينشأ منها العصب القحفي الخامس (العصب البكري)، وتقع في الدماغ المتوسط في المستوى بين الأكيمة العلوية والسفلية،  بالقرب من خط الوسط، وهي مضمنة داخل الحزمة الطولانية الإنسية.ويُعتبر كل من العصب المحرك للعين والعصب البكري هما العصبان القحفيان الوحيدان اللذان تقع أنويتهما في الدماغ المتوسط، باستثناء العصب الثلاثي التوائم الذي يحتوي على نواة في الدماغ المتوسط تُسمى نواة الدماغ المتوسط للعصب الثلاثي التوائم، وتعمل على الحفاظ على الأسنان.   